# ناو کلاس دی (آلمانی)
کروزر کلاس دی (المانی) (به انگلیسی: D-class cruiser (Germany)) یک کلاس از کشتی است که طول آن ۲۳۰ متر (۷۵۰ فوت) می‌باشد.